# Hendrik Bijleveld (Politiker, 1885)

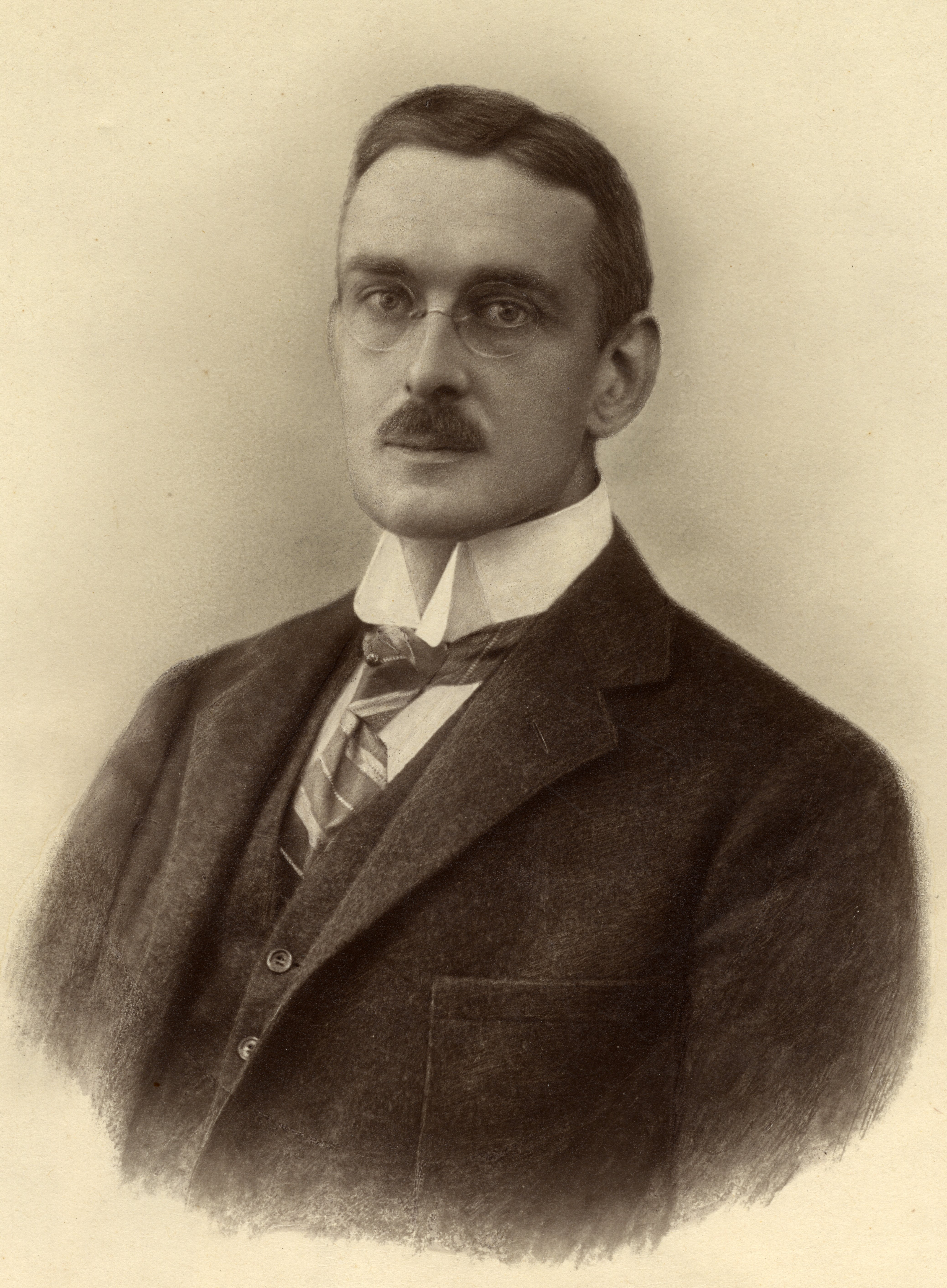
Hendrik Bijleveld

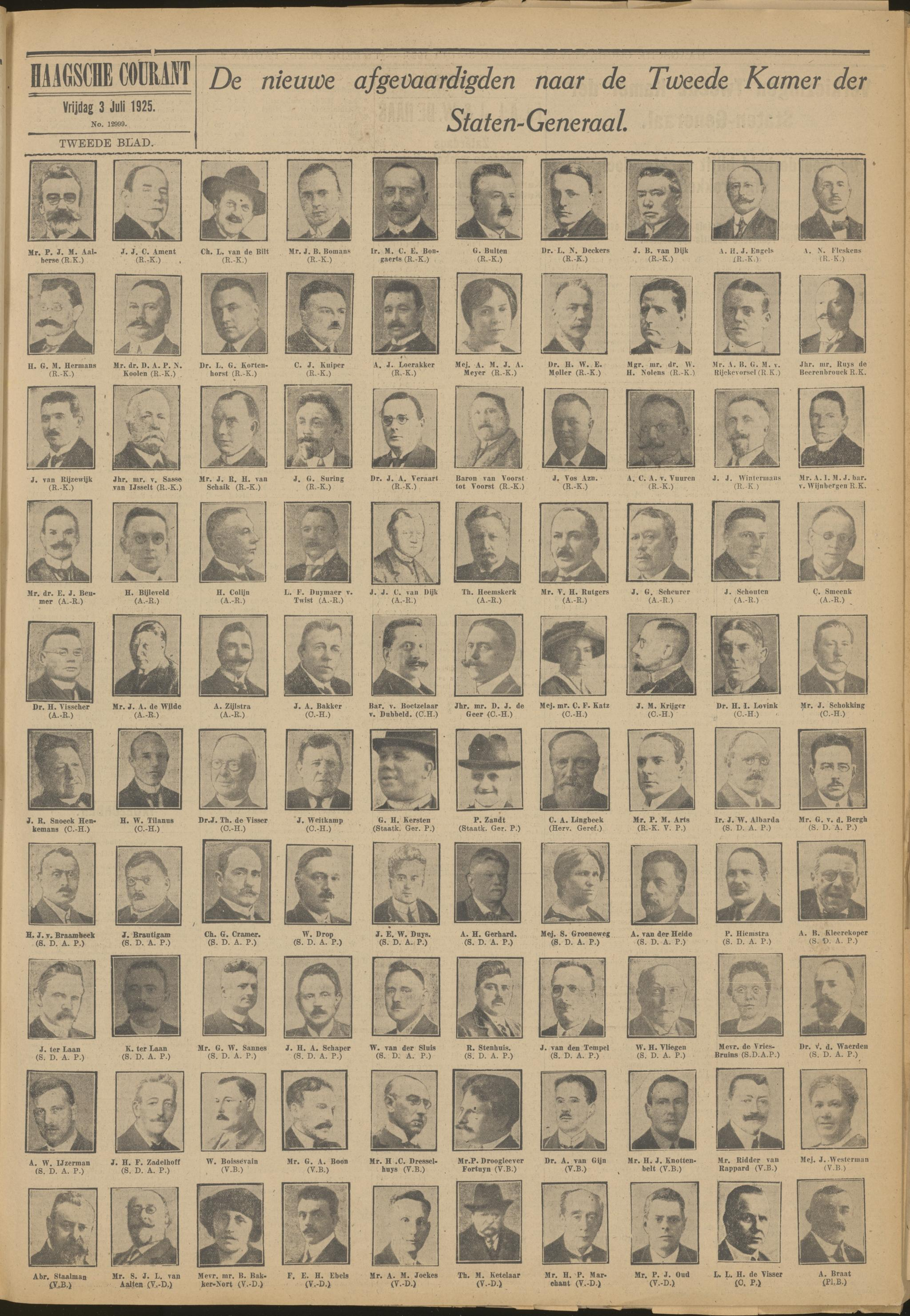
Mitglieder der Zweiten Kammer der Generalstaaten (1925)

Hendrik Bijleveld (* 31. Juli 1885 in Amsterdam; † 6. Februar (nach anderen Angaben: 10. Februar) 1954 ebenda) war ein niederländischer Rechtsanwalt und Politiker der Anti-Revolutionären Partei ARP (Anti-Revolutionaire Partij), der unter anderem zwischen 1919 und 1920 Marineminister im Kabinett Ruijs de Beerenbrouck I war. Er geriet wegen des Baus neuer Schiffe in Konflikt mit der Zweiten Kammer der Generalstaaten und trat zurück, nachdem sein Budget abgelehnt worden war. Er war zwischen 1925 und 1929 selbst Mitglied der Zweiten Kammer und dort unter anderem Sprecher für öffentliche Gesundheit und ab 1928 Sprecher für Kolonialangelegenheiten.

## Leben
Hendrik Bijleveld, ein Sohn des Lehrers und Politikers Hendrik Bijleveld (1848–1918), der zwischen 1902 und 1905 ebenfalls Mitglied der Zweiten Kammer der Generalstaaten war, absolvierte nach dem Schulbesuch ein Studium der Rechtswissenschaften an der Vrije Universiteit Amsterdam. Nach Abschluss des Studiums mit einem Magister (Meester in de rechten) war er zwischen 1909 und April 1909 als Rechtsanwalt gemeinsam in einer Anwaltskanzlei mit Simon de Vries Czn. sowie zeitweise auch als Staatsanwalt tätig.
Als Nachfolger von Vizeadmiral Willem Naudin ten Cate und nach einer kommissarischen Amtsführung von Ministerpräsident Charles Ruijs de Beerenbrouck wurde er am 17. April 1919 Marineminister (Minister van Marine) im Kabinett Ruijs de Beerenbrouck I und bekleidete dieses Ministeramt bis zum 5. Januar 1920, woraufhin der Minister für Landwirtschaft, Industrie und Handel Hendrik Albert van IJsselsteyn das Amt kommissarisch übernahm. Geriet als Minister in Verruf, nachdem bekannt wurde, dass er einen Brief an eine englische Firma über die Lieferung von Panzerungsmaterial für neue Kreuzer unterzeichnet hatte, während diese Kreuzer elf Tage später von ihm gestrichen wurden. In der Debatte zeigte der Liberale Hendrik Coenraad Dresselhuijs den Brief, den er unterschrieben hatte, was zeigte, dass er nicht wusste, dass er ihn unterzeichnet hatte. Es bestand der Verdacht, dass seine eigenen Beamten ihm einen Streich gespielt hatten, da es in Marinekreisen viele Einwände gegen seine Politik gab. Ein Misstrauensantrag von Dresselhuijs wurde mit 41 gegen 40 Stimmen abgelehnt. Nachdem der Haushalt der Marine am 12. Dezember 1919 (am selben Tag, an dem der Dresselhuijs-Antrag abgelehnt wurde) in der Zweiten Kammer mit Unterstützung von sechs Stimmen von ARP-Abgeordneten mit 46 gegen 33 Stimmen abgelehnt wurde, trat er als Minister zurück und führte die Amtsgeschäfte noch bis zum 5. Januar 1920. Sowohl gegen den hohen Aufwand als auch – im Falle eines Teils der ARP – gegen die Streichung der neuen Kreuzer gab es Einwände.
Nach seinem Ausscheiden aus der Regierung war er zunächst zwischen Januar 1920 und dem 1. August 1922 Leiter der Berufungsabteilung für Krisenfälle im Ministerium für Arbeit, Handel und Industrie sowie daraufhin vom 1. August 1922 bis zum 15. September 1925 Mitglied und Vorsitzender des Patentrates (Octrooiraad) und zeitgleich Direktor des Amtes für gewerbliches Eigentum in Den Haag. Am 15. September 1925 wurde er für die Anti-Revolutionäre Partei ARP (Anti-Revolutionaire Partij) Mitglied der Zweiten Kammer der Generalstaaten (Tweede Kamer der Staten-Generaal) und gehörte dieser bis zum 17. September 1929 an, woraufhin er zugunsten von Johannes Severijn auf sein Mandat verzichtete. Als Mitglied der Zweiten Kammer sprach er zu einer Vielzahl von Themen, wobei Kolonialangelegenheiten und öffentliche Gesundheit die wichtigsten waren. Er war 1926  Vorsitzender des Haushaltsausschusses für die Marine und wurde 1928 Nachfolger von Jan Gerrit Scheurer als Sprecher der ARP-Fraktion für Kolonialangelegenheiten. Nach seinem Ausscheiden aus der Zweiten Kammer war er wieder als Rechtsanwalt tätig und fungierte zwischen 1947 und seinem Tode am 6. Februar 1954 als Vorsitzender des Programmrates der Vereinigung der Rundfunkveranstalter NRU (Nederlandse Radio Unie). Außerdem war er zeitweilig Vorsitzender des Ehrenrates für den Rundfunk.

## Weblink
- Mr. H. Bijleveld. In: Parlement & Politiek. Abgerufen am 30. Dezember 2023 (niederländisch).